# Gulkronill
Gulkronill (Hippocrepis emerus) är art i familjen ärtväxter från Europa och nordvästra Afrika.
Kronbladen är blekt gula.